# Rio Indaiá
O rio Indaiá é um curso de água do estado de Minas Gerais, afluente da margem esquerda do rio São Francisco.

## Geografia
A nascente do rio localiza-se na serra do Bueno, próximo do entroncamento entre as rodovias federais BR-262 e BR-354, a cerca de dois quilômetros da vila Cachoeirinha, sede do distrito homônimo em Córrego Danta. O rio percorre cerca de 274 quilômetros, até desaguar no reservatório da Usina Hidrelétrica de Três Marias, passando por onze municípios mineiros: Córrego Danta, Santa Rosa da Serra, Estrela do Indaiá, São Gotardo, Serra da Saudade, Quartel Geral, Tiros, Cedro do Abaeté, Paineiras, Biquinhas e Morada Nova de Minas.